# Валериу Стрелец
Валериу Иванович Стрелец (на румънски: Valeriu Streleț; роден на 8 март 1970 г. , Царевка, Резински район, Молдовска ССР, СССР) е молдовски политик, министър-председател на Република Молдова от 30 юли 2015 г. до 29 октомври 2015 г. На 29 октомври 2015 г. молдовският парламент гласува недоверие на правителството на Стрелец.

## Биография
Валерий Стрелец е роден на 8 март 1970 г. в село Царевка, Резински район, Молдовска ССР. През 1993 г. завършва Историческия факултет на Държавния университет на Молдова, през 2005 г. – Факултета по обща икономика и право към Академията на икономическите науки на Молдова.
През 1994 – 1995 г. е ръководител на рекламния отдел на Инвестиционен приватизационен фонд КАИС. През 1996 – 2003 г. е директор на фирмата за продажба на агрохимически продукти Биоагрохим. От 2003 г. до 2009 г. – генерален директор на търговска фирма „Биопротект“.

## Политика
През 1994 г. Валери Стрелец става председател на Националната младежка лига на Молдова, създадена през 1991 г. На парламентарните избори през 1994 г. Националната младежка лига на Молдова е част от избирателния блок на Социалдемократическия блок, който получава 3,66% от гласовете на изборите и не преодолява избирателния праг.
През февруари 2001 г. е сформиран избирателният блок „Plai Natal“ („Родна земя“), който включва Националната младежка лига на Молдова под ръководството на Стрелец. Според резултатите от парламентарните избори през 2001 г. блокът получава 1,58% от гласовете и не преодолява изборната бариера.
През ноември 2001 г. Националната младежка лига на Молдова се присъединява към Социал-либералната партия (SLP) на Олег Серебрян. Валери Стрелец става заместник-председател на SLP.
През октомври 2007 г. Валериу Стрелец участва в създаването на Либерално-демократическата партия на Молдова (ЛДПМ). Избран в парламента на Молдова през юли 2009 г. и ноември 2010 г. От май 2011 г. до 29 декември 2014 г. – председател на парламентарната фракция на ЛДПМ.
На 27 юли 2015 г. Валериу Стрелец е назначен за кандидат за поста министър-председател на Република Молдова.
На 30 юли 2015 г. Валериу Стрелец е назначен за министър-председател на Република Молдова с гласовете на 52-ма депутати.
На 29 октомври 2015 г. в парламента беше обявен вот на недоверие към Валери Стрелец и неговото правителство, 65 депутати гласуваха „за“ вота, 18 „против“.